# Kołpaki (Purda)
Kołpaki (deutsch Kolpacken, 1938 bis 1945 Kleinpuppen) ist ein Ort in der polnischen Woiwodschaft Ermland-Masuren. Er gehört zur Gmina Purda (Landgemeinde Groß Purden) im Powiat Olsztyński (Kreis Allenstein).

## Geographische Lage
Kołpaki liegt im Westen der Woiwodschaft Ermland-Masuren, zehn Kilometer südöstlich der Kreis- und Woiwodschaftshauptstadt Olsztyn (deutsch Allenstein).

## Geschichte
Der vor 1905 Kolpaken genannte kleine Ort bestand aus einem Vorwerk und einer Waldpächter-Station. Im Jahre 1772 zählte Kolpaken 29 Einwohner. Ihre Zahl belief sich 1820 auf ebenfalls 29 und steigerte sich bis 1861 auf 39.
Am 7. Mai 1874 wurde die Landgemeinde Kolpaken in den neu errichteten Amtsbezirk Kellaren (polnisch Kielary) im ostpreußischen Kreis Allenstein eingegliedert, aber schon am 14. Juli 1889 in die Landgemeinde Groß Trinkhaus (polnisch Trękus) im Amtsbezirk Klaukendorf (polnisch Klewki) umgegliedert.
Am 17. Oktober 1928 wurde berichtet, dass das Etablissement Kolpacken (wohl das Waldpächterhaus?) aus dem Gutsbezirk Kellaren nach Leynau (1938 bis 1945 Leinau, polnisch Linowo) im Amtsbezirk Klaukendorf eingemeindet wurde.
Aus politisch-ideologischen Gründen der Abwehr fremdländisch klingender Ortsnamen hat man Kolpacken am 3. Juni – amtlich bestätigt am 16. Juli – 1938 in „Kleinpuppen“ umbenannt.
Als 1945 in Kriegsfolge das gesamte südliche Ostpreußen an Polen fiel, erhielt Kleinpuppen die polnische Namensform „Kołpaki“. Heute ist die Siedlung in die Landgemeinde Purda (Groß Purden) im Powiat Olsztyński (Kreis Allenstein) integriert, bis 1998 der Woiwodschaft Olsztyn, seither der Woiwodschaft Ermland-Masuren zugehörig. Der Ort ist dem Schulzenamt (polnisch Sołectwo) Trękus (Groß Trinkhaus) zugeordnet.

## Kirche
Bis 1945 war Kolpacken resp. Kleinpuppen in die römisch-katholische Kirche Klaukendorf (polnisch Klewki) sowie in die evangelische Kirche Allenstein (polnisch Olsztyn) in der Kirchenprovinz Ostpreußen der Kirche der Altpreußischen Union eingepfarrt.
Heute gehört Kołpaki katholischerseits zu Klewki im Erzbistum Ermland und evangelischerseits zur Christus-Erlöser-Kirche Olsztyn in der Diözese Masuren der Evangelisch-Augsburgischen Kirche in Polen.

## Verkehr
Kołpaki liegt an einer Nebenstraße, die bei Zazdrość (Zasdrosz, 1935 bis 1945 Neidhof) von der Woiwodschaftsstraße 598 abzweigt und bis nach Trękus (Groß Trinkhaus) führt. Eine Bahnanbindung besteht nicht.